# 西瑞士图书馆网络
西瑞士图书馆网络（法語：Réseau des bibliothèques de Suisse occidentale，RERO）是1985年由多个图书馆在瑞士西部法语区联合成立的数据库目录。

## 简介
RERO覆盖管理有瑞士超过180家公立、专业、校园图书馆的数据目录，为日内瓦大学、弗里堡大學、纳沙泰尔大学、西瑞士应用科技大学、教师教育大学（Universities of teacher education）的超过50000名学生提供服务。
截至2019年，RERO目录为超过1000万个文档提供了680万个书目描述，RERO还涵盖了22万余种期刊。此外拥有支持馆际互借、独有索引目录、联合搜索引擎、免费访问的数字图书馆等特性。